# Мачапучаре
Мачапуча́ре (також Мачапучре, неп. माछापुछ्रे — «Риб'ячий хвіст», англ. Machapuchare) — гора висотою 6993 м, яка входить до складу гірського масиву Аннапурна в  Гімалаях на півночі центрального Непала. Своєю назвою «Риб'ячий хвіст» гора зобов'язана формі двох її вершин, які, при погляді із заходу, утворюють фігуру, що нагадує хвіст гігантської риби. Місцевим населенням гора шанується як будинок бога  Шиви, а пір'я снігу вважаються димом його божественної сутності.

## Розташування

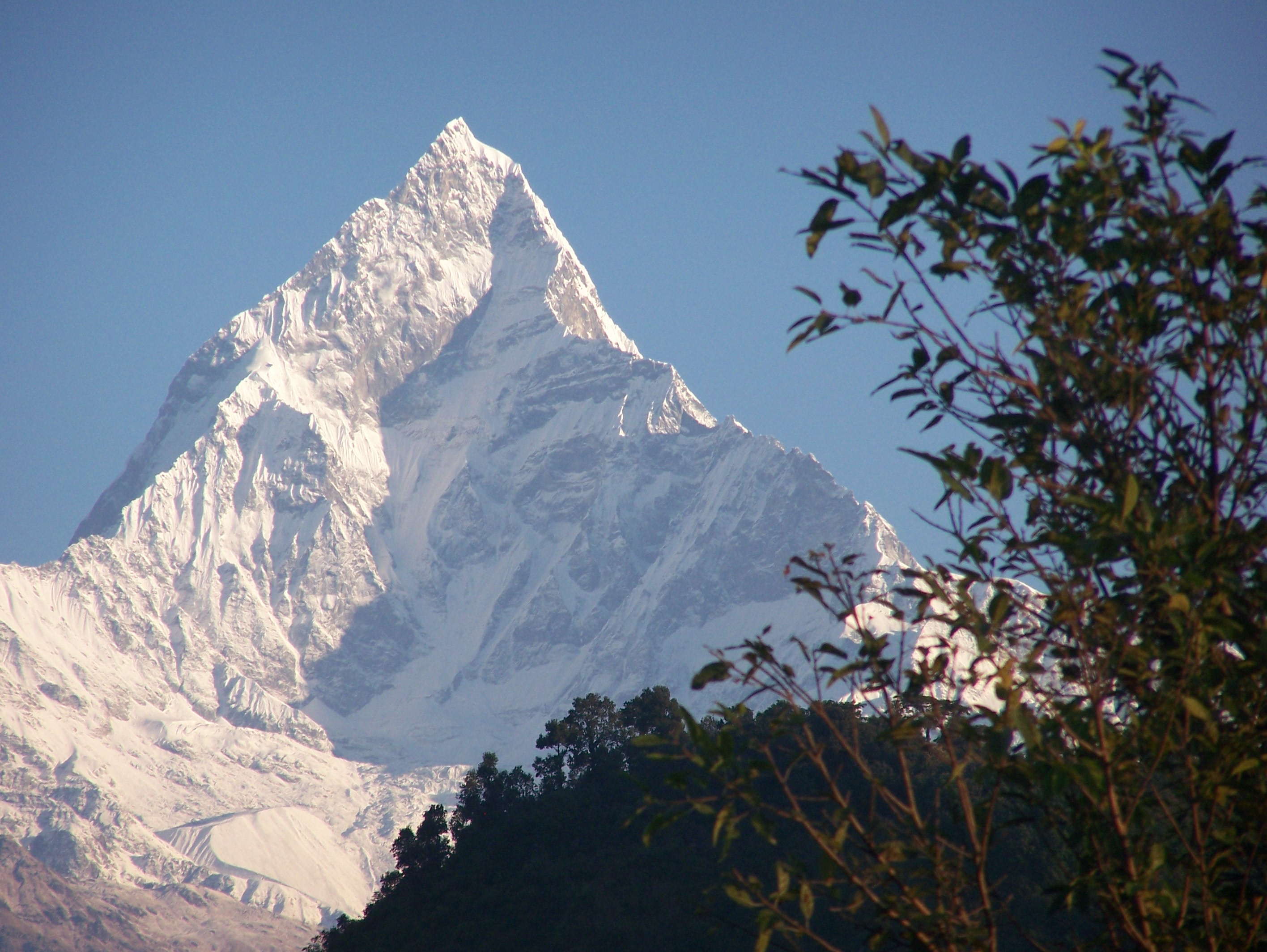
Мачапучаре, вид з підніжжя

Мачапучаре розташована приблизно за 25 км на північ від Покхара, на краю  гірського хребта, що йде на південь від основної частини масиву Аннапурна. Цей хребет утворює східну межу плато Annapurna Sanctuary — (Святилище Аннапурни) — місця, популярного серед аматорів  гірського туризму.

## Історія сходжень
З 18 квітня по 3 червня 1957 року британська експедиція робила героїчні спроби зійти по північному гребеню, але раз у раз стикалася з проблемами: спочатку захворів на поліомієліт один з альпіністів, якого ледве встигли доставити в госпіталь; після цього, вже в процесі сходження, двох британців, що залишилися,  зустріла нездоланна перешкода у вигляді снігу по пояс. Кілька разів вони намагалися піднятися, змінюючи маршрут, однак, незважаючи на всі старання, змушені були відступити, коли до вершини залишалося якихось 40 метрів: подальший підйом перегороджувала небезпечна льодова стіна. Після цієї невдалої спроби уряд Непалу вирішив назавжди закрити доступ до гори.
P.S. Існує думка, що британці повернули назад у самої вершини через обіцянку, дану непальській владі, але це не так - така історія дійсно мала місце, однак на іншій горі, індійській Канченджангу в 1955 році, коли альпіністи не дійшли до вершини всього півтора метра з поваги до вірувань місцевих жителів.

## Цікаві факти
- Внаслідок розташування на кінці гірського хребта, а також досить крутого схилу і яскраво вираженого піку, Мачапучаре виділяється навіть на тлі більш високих сусідів
- Мачапучаре отримала прізвисько «Маттергорн Непалу» за зовнішню схожість з горою Матергорн в  Альпах.
- Це «сторожова вежа» масиву Аннапурна, незвичайна гора, за формою нагадує риб'ячий хвіст. За легендами, саме на її вершині мешкає індуїстський бог Шива.

## Ресурси Інтернету
- Вікісховище має мультимедійні дані за темою: Мачапучаре
- Мачапучаре на Summitpost [Архівовано 23 листопада 2008 у Wayback Machine.]